# Kirkjubæjarklaustur
Kirkjubæjarklaustur (niekiedy w skrócie zwana Klaustur; pl. „klasztor z kościołem i farmą”) – miejscowość w południowej Islandii, nad rzeką Skaftá, około 20 km na północ od jej ujścia do Oceanu Atlantyckiego. Przebiega przez nią droga nr 1 łącząc ją z Vík í Mýrdal na zachodzie i Höfn na wschodzie. Siedziba rozległej gminy Skaftárhreppur w regionie Suðurland. Na początku 2018 roku zamieszkiwało ją 176 osób.
Atrakcją miejscowości jest Kirkjugólf, tzw. „posadzka kościelna”, specyficzne odsłonięcie kolumn bazaltowych przypominających historyczne posadzki kościelne. Z progu skalnego nad miejscowością opada wodospad Systrafoss. Około 6 km na zachód od miejscowości znajduje się kanion Fjaðrárgljúfur.
20 lipca 1783 roku wybuch pobliskiego wulkanu Laki spowodował śmierć i zniszczenie wielu miejscowości w okolicach Kirkjubæjarklaustur. Gdy lawa zbliżała się już do miasta, ówczesny pastor Jón Steingrímsson zebrał swych parafian w kościele i wygłosił przemówienie o piekle i siarce. Ku ich zdziwieniu lawa nie dotarła do kościoła, lecz zatrzymała się na skale Eldmessutangi tuż przed miastem.